# Infostick
InfoStick - прототип беспроводного модуля Bluetooth, выполненного в форм факторе карт памяти Memory Stick. Прототип устройства был представлен корпорацией Sony на выставке CES в Лас Вегасе в 2001 году. Предполагалось, что модуль, установленный в доработанный слот карт памяти Memory Stick устройства (например, фотоаппарата), сможет передавать информацию для сохранения или отображения по протоколу Bluetooth на совместимые устройства хранения данных, мобильные телефоны, стереоочки, телевизоры и пр. 
Серийно модули Infostick не выпускались, оставшись на этапе прототипов.
Тем не менее, похожие идеи по беспроводной передаче данных с использованием модулей, выполненных в формате карты памяти, были воплощены несколькими годами позже в картах Eye-Fi (интеграция модуля Wi-Fi в карту памяти Secure Digital) и TransferJet (высокоскоростная беспроводная передача информации на коротких дистанциях).